# Eva Neuland
Eva Neuland (* 1947 in Mülheim an der Ruhr) ist eine deutsche Sprachwissenschaftlerin und war seit 1995 Professorin an der Bergischen Universität Wuppertal.
Neuland studierte Germanistik, Sozialwissenschaften und Psychologie in Göttingen und Bochum, wo sie 1973 promoviert wurde. An der Philosophischen Fakultät der Heinrich-Heine-Universität Düsseldorf habilitierte sie sich 1980 (venia legendi: Deutsche Sprache und Didaktik). Sie wurde 1986 zur außerplanmäßigen und 1995 zur ordentlichen Professorin an der Bergischen Universität Wuppertal berufen.
Die bekannteste Monographie von Neuland ist Jugendsprache (2. überarb.u.erw. Aufl. 2018). Sie ist Herausgeberin der Reihe: Sprache – Kommunikation – Kultur: Soziolinguistische Beiträge im Verlag Peter Lang (25 Bände 2003–2021) und war Mitherausgeberin der Zeitschrift Der Deutschunterricht (1992–2019).